# Hanishina, Nagano
Hanishina (埴科郡 Hanishina-gun) là huyện thuộc tỉnh Nagano, Nhật Bản. Tính đến ngày 1 tháng 10 năm 2020, dân số ước tính của huyện là 14.004 người và mật độ dân số là 260 người/km2. Tổng diện tích của huyện là 53,64 km2.